# Philip Yorke, 3. Earl of Hardwicke

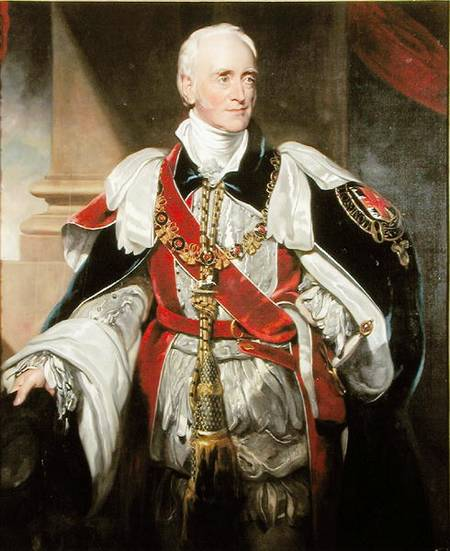
Philip Yorke, 3. Earl of Hardwicke, Gemälde von Thomas Lawrence

Philip Yorke, 3. Earl of Hardwicke (* 31. Mai 1757 in Cambridge; † 18. November 1834) war ein britischer Peer und Politiker.

## Leben
Philip Yorke war der älteste Sohn von Hon. Charles Yorke, der 1770 kurzzeitig Lordkanzler war, und dessen erster Ehefrau Catherine Freman. Aus der zweiten Ehe seines Vaters hatte er drei jüngere Halbgeschwister.
Zunächst besuchte er die Harrow School, bevor er sich 1775 am Queen’s College an der Universität Cambridge einschrieb. 1776 erhielt er den Master of Arts, 1811 wurde ihm die Ehrendoktorwürde verliehen.
Ab 1780 war Yorke gemäß der Whig-Tradition seiner Familie Unterhausabgeordneter für das County Cambridgeshire. 1790 starb sein Onkel Philip Yorke, 2. Earl of Hardwicke, ohne männliche Nachkommen, woraufhin er diesen als 3. Earl of Hardwicke, 3. Viscount Royston und 3. Baron Hardwicke beerbte. Er wurde dadurch Mitglied des Oberhauses und schied dazu aus dem Unterhaus aus. Er wurde auch dessen Nachfolger im Amt des Lord Lieutenant von Cambridgeshire. In der Folge unterstützte er William Pitt den Jüngeren und wurde 1801 zum Lord Lieutenant of Ireland ernannt, wo er die Katholikenemanzipation unterstützte. Im gleichen Jahr wurde er Mitglied des Privy Council, 1803 wurde er als Knight Companion in den Hosenbandorden aufgenommen. Bereits 1790 war er Fellow der Royal Society geworden.
Philip Yorke starb am 18. November 1834 mit 77 Jahren und wurde in St Andrew’s Church in Wimpole, Cambridgeshire beigesetzt. Sein Grabmal wurde von Richard Westmacott dem Jüngeren gestaltet. Da alle seine Söhne vor ihm starben, folgte ihm mangels eigener männlicher Nachkommen sein Neffe Charles als 4. Earl of Hardwicke nach.

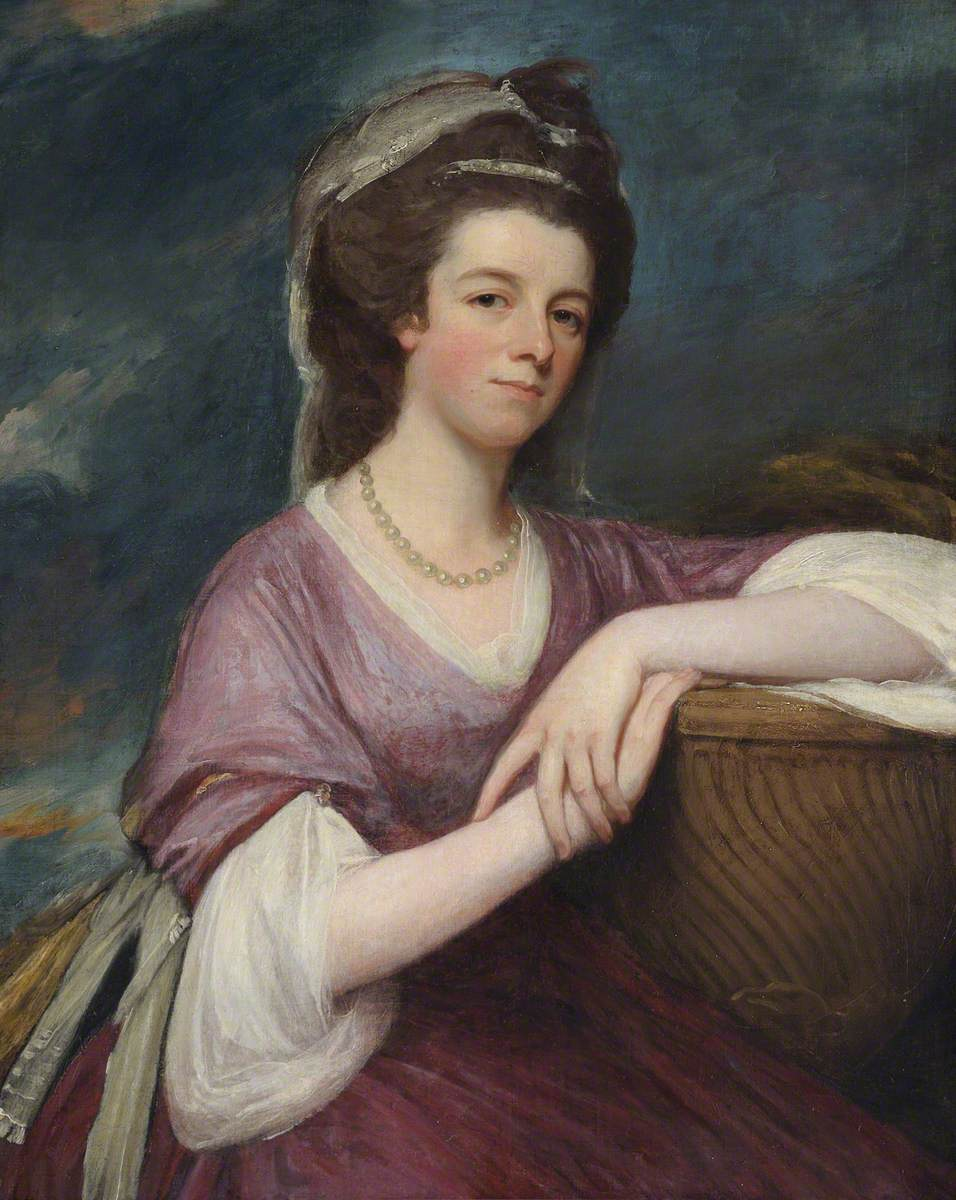
Elizabeth Lindsay, Ehefrau Philip Yorkes

## Ehe und Nachkommen
Philip Yorke heiratete 1782 Lady Elizabeth Scot Lindsay (1763–1858), die Tochter von James Lindsay, 5. Earl of Balcarres. Der Ehe entstammten vier Söhne und vier Töchter:
- Philip Yorke, Viscount Royston (1784–1808), MP;
- Lady Anne Yorke (1783–1870), ⚭ 1807 John Savile, 3. Earl of Mexborough;
- Lady Catherine Yorke (1786–1863), ⚭ 1811 Du Pre Alexander, 2. Earl of Caledon;
- Hon. Charles Yorke (1787–1791);
- Lady Elizabeth Margaret Yorke (1789–1867), ⚭ 1816 Charles Stuart, 1. Baron Stuart de Rothesay;
- Lady Caroline Harriet Yorke (1794–1873), ⚭ 1815 John Somers-Cocks, 2. Earl Somers;
- Charles James Yorke, Viscount Royston (1797–1810);
- Hon. Joseph John Yorke (1800–1801).